# Шмаковка (Новосибирская область)
Шма́ковка — деревня в Кыштовском районе Новосибирской области. Входит в состав Новомайзасского сельсовета.

## География
Площадь деревни — 45 гектаров.

## Население
| 2002 | 2007 | 2010 |
| ---- | ---- | ---- |
| 78   | ↘46  | ↘36  |

## Инфраструктура
В деревне по данным на 2007 год функционирует 1 учреждение здравоохранения.